# 石田天海
石田 天海（いしだ てんかい、1889年〈明治22年〉12月1日 - 1972年〈昭和47年〉6月6日）は、日本の奇術師。本名は石田 貞次郎。愛知県名古屋市出身。アメリカで活躍したマジシャンの一人であり、特にスライハンドマジックで評価を得た。

## 略歴

### 萌芽期
1889年（明治22年）12月1日名古屋市弥宜町に髪床屋・石田林之助の三男として生まれる。小学生の時、お化けの見世物を見て興味を持ち、仕掛け「幻茶屋」を自分で作った。18歳の時、上京して楽士（活動写真の音楽家）となったが、兵役で名古屋に戻る。22歳の時、明治天皇の前で手品を披露した。

### 天勝一座
1922年33歳で再び上京、一時松旭斎天洋一座に入るが、乞われて当時大人気を誇った松旭斎天勝一座に参加する。1924年天勝一座とアメリカ合衆国巡業に発ち、ハワイ、サンフランシスコ、シカゴ、バンクーバー、ニューヨークとまわる。

### アメリカ残留
1927年ニューヨーク公演中、サーストン一座など有名奇術師のスピード感溢れるスマートなショーに感銘を受け、発奮して天勝一座と決別、妻おきぬとともにアメリカ残留を決意する。
カーディニの公演を見て、「腕さえあれば舞台道具がなくとも立派なステージに立てる」と知り、腕を磨くことに専念、「天海の時計とタバコ」を生み出す。

### ニューヨーク公演
1931年42歳からニューヨークの一流劇場を廻り大好評を博す。ボストン、シカゴでも公演する。天勝一座の要請で一時帰国し、各地で国内公演をおこない、新橋演舞場では天海自身が命名した「ミリオンカード」というファンカード・プロダクションを日本に初めて紹介した。
1942年から1945年の間、太平洋戦争における排日感情が高まる中、ハワイで米兵の慰問活動をおこなう。

### 戦後の活動
ハワイで終戦を迎え、帰還米兵の慰問や地元での公演をおこなう。1949年、一時帰国して学童慰問で各地をまわる。昭和天皇に1時間余にわたって奇術を披露した。明治、大正、昭和の3代の天皇に奇術を披露したことになる。東京アマチュア・マジシャンズ・クラブ(TAMC)でクロースアップ・マジックを日本に初めて紹介した。
ロサンゼルスなどの西海岸を中心に公演をおこない、テレビにもたびたび出演した。1958年、シカゴにて狭心症発作で倒れ、ロスアンゼルスで療養生活を送る。全米各地のコンベンションに出場、「グレート天海」の称号を受ける。SAM(Society of American Magicians)終身名誉会員となる。

### 凱旋帰国
1958年（昭和33年）34年間のアメリカ生活に別れを告げ日本に帰国、天海69歳のことであった。杉並公会堂の舞台を皮切りに、全国各地で帰朝公演をおこなう。テレビのレギュラー番組にも数多く出演した。
1963年、心筋梗塞を発病し慶応病院に入院する。
1968年、第1回天海賞パーティーが開かれる。1971年、フロタマサトシ編集「石田天海作品集」が刊行される。
1972年（昭和47年）6月6日、愛知県名古屋市の自宅で大動脈瘤破裂により急逝。享年84。
大変苦難な時代を経て、30年以上にわたりアメリカのショービジネス界で活躍、輝かしい成功をおさめたが、その間に何度も帰国して日本への想いも忘れなかった。

## 数々のオリジナリティ
- クロースアップ・マジックからステージマジックに至るまで多岐に渡る業績を残し、また研究家としても数々のオリジナルマジック、技法、古典の改案などを発表した。

- 「テンカイパーム」、「テンカイ・アジャストメントジョグ」、「テンカイガードナームーブ」、「テンカイターン」、「テンカイチェンジ」などの技法や、「テンカイコイン」、「テンカイ・フライングカード」、「6枚シルク」などのルーティーンは、海外の有名なマジシャンにも影響を与えた。

- ダイ・バーノン、ボウボウ、ハリー・ブラックストーン、チャーリー・ミラー、ハーラン・ターベルといった著名な奇術師と親交が厚く、現在でも海外で「TENKAI」の名は広く知られている。

- カーディニから「天海は自分の芸を盗んだから劇場に出すな」と言われ、抗議したが納まらず、立会人をつけて互いに技を競う「演技対決」で勝利したこともある。[8]

## 石田天海賞
天海は「日本ではオリジナルが大切にされず、外国のネタのコピーを追随して知的所有権に対する考えがない。このままでは日本はやがて世界から非難を浴びるようになるかもしれない。」と心配した。
天海の思いを受け、フロタマサトシが発起人となって『石田天海賞』が創設された。賞はオリジナルを尊重し、オリジナルを創ることを勧めるため、創作奇術に貢献した人に贈られ、受賞者の作品集が発刊されるのが慣例で、 1968年から1997年までの30年間に21人が受賞した。